# LaTeX
{\displaystyle \mathbf {L\!\!^{{}_{\scriptstyle A}}\!\!\!\!\!\;\;T\!_{\displaystyle E}\!X} } (escrito LaTeX en texto sin formato) es un sistema de composición de textos orientado a la creación de documentos escritos que presenten una alta calidad tipográfica. Por sus características y posibilidades, se usa de forma especialmente intensa en la generación de artículos y libros científicos que incluyen, entre otros elementos, expresiones matemáticas.
LaTeX está formado por un gran conjunto de macros de TeX, escrito por Leslie Lamport en 1984 con la intención de facilitar el uso del lenguaje de composición tipográfica {\displaystyle \mathbf {T\!_{\displaystyle E}\!X} }, creado por Donald Knuth. Se utiliza mucho para la composición de artículos académicos, tesis y libros técnicos, dado que la calidad tipográfica de los documentos realizados en LaTeX se considera adecuada a las necesidades de una editorial científica de primera línea, muchas de las cuales ya lo emplean.
LaTeX es software libre bajo licencia LPPL.

## Descripción
LaTeX es un sistema de composición de textos que está formado mayoritariamente por órdenes construidas a partir de comandos de TeX (un lenguaje de bajo nivel, en el sentido de que sus acciones últimas son muy elementales) pero con la ventaja añadida de «poder aumentar las capacidades de LaTeX utilizando comandos propios del TeX descritos en The TeXbook». Esto es lo que convierte a LaTeX en una herramienta práctica y útil, pues a su facilidad de uso se une toda la potencia de TeX. Estas características hicieron que LaTeX se extendiese rápidamente entre un amplio sector científico y técnico, hasta el punto de convertirse en uso obligado en comunicaciones y congresos y requerirse por determinadas revistas a la hora de entregar artículos académicos.
Su código abierto permitió que muchos usuarios realizasen nuevas utilidades que extendiesen sus capacidades con objetivos muy variados, a veces ajenos a la intención con la que fue creado: aparecieron diferentes dialectos de LaTeX que, a veces, eran incompatibles entre sí. Para atajar este problema, en 1989 Lamport y otros desarrolladores iniciaron el llamado «Proyecto LaTeX3». En el otoño boreal de 1993 se anunció una reestandarización completa de LaTeX mediante una nueva versión que incluía la mayor parte de estas extensiones adicionales (como la opción para escribir transparencias y la simbología de la American Mathematical Society) con el objetivo de dar uniformidad al conjunto y evitar la fragmentación entre versiones incompatibles de LaTeX 2.09. Realizaron esta tarea Frank Mittlebach, Johannes Braams, Chris Rowley y Sebastian Rahtz junto al propio Leslie Lamport. Hasta alcanzar el objetivo final del «Proyecto 3», a las distintas versiones se las viene denominando {\displaystyle \mathrm {L\!\!^{{}_{\scriptstyle A}}\!\!\!\!\!\;\;T\!_{\displaystyle E}\!X} \,2_{\displaystyle \varepsilon }} (o sea, «versión 2 y un poco más»). Actualmente cada año se ofrece una nueva versión, aunque las diferencias entre una y otra suelen ser muy pequeñas y siempre están bien documentadas.
Con todo, además de todas las nuevas extensiones, la característica más relevante de este esfuerzo de re-estandarización fue la arquitectura modular: se estableció un núcleo central (el compilador) que mantiene las funcionalidades de la versión anterior pero permite incrementar su potencia y versatilidad por medio de diferentes paquetes que solo se cargan si son necesarios. De ese modo, LaTeX dispone ahora de innumerables paquetes para todo tipo de objetivos, muchos dentro de la distribución oficial, y otros realizados por terceros, en algunos casos para usos especializados.

## Uso
LaTeX presupone una filosofía de trabajo diferente a la de los procesadores de texto habituales (conocidos como WYSIWYG, es decir, «lo que ves es lo que obtienes») y se basa en instrucciones. Tradicionalmente, este aspecto se ha considerado una desventaja (probablemente la única). Sin embargo, LaTeX, a diferencia de los procesadores de texto de tipo WYSIWYG, permite a quien escribe un documento centrarse exclusivamente en el contenido, sin tener que preocuparse de los detalles del formato. Además de sus capacidades gráficas para representar ecuaciones, fórmulas complicadas, notación científica e incluso musical, permite estructurar fácilmente el documento (con capítulos, secciones, notas, bibliografía, índices analíticos, etc.), lo cual brinda comodidad y lo hace útil para artículos académicos y libros técnicos.
Con LaTeX, la elaboración del documento requiere normalmente dos etapas. En la primera hay que crear mediante cualquier editor de texto plano un archivo o fichero fuente que, con las órdenes y comandos adecuados, contenga el texto que queramos imprimir. La segunda etapa consiste en procesar este archivo; el procesador de textos interpreta las órdenes escritas en él y compila el documento, dejándolo preparado para que pueda enviarse a la salida correspondiente, ya sea la pantalla o la impresora. Si se quiere añadir o cambiar algo en el documento, se deberán hacer los cambios en el archivo fuente y procesarlo de nuevo. Esta idea, que puede parecer poco práctica a priori, es conocida para los que están familiarizados con el proceso de compilación que se realiza con los lenguajes de programación de alto nivel (C, C++, etc.), ya que es completamente análogo.

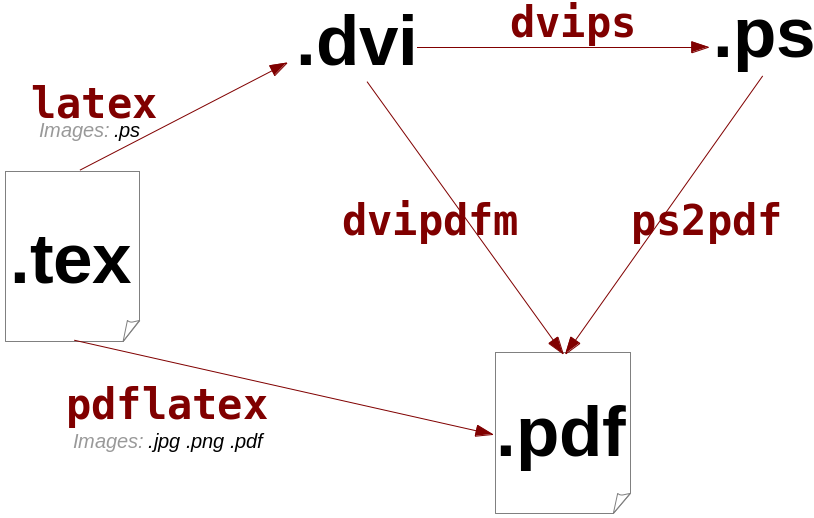
Comandos para generar ficheros a partir del fichero de LaTeX (.tex)

El modo en que LaTeX interpreta la «forma» que debe tener el documento es mediante etiquetas. Por ejemplo, \documentclass{article} le dice a LaTeX que el documento que va a procesar es un artículo. Puede resultar extraño que hoy en día se siga usando una herramienta que no sea del tipo WYSIWYG («lo que ves es lo que obtienes»), pero las características de LaTeX siguen siendo muchas y muy variadas. También hay varias herramientas o aplicaciones que ayudan a una persona a escribir estos documentos de una manera más visual (LyX, TeXmacs y otros). A estas herramientas se les llama WYSIWYM («lo que ves es lo que quieres decir»).
Una de las ventajas de LaTeX es que la salida que ofrece es siempre la misma, con independencia del dispositivo (impresora, pantalla, etc.) y del sistema operativo (MS Windows, MacOS, Unix, distribuciones GNU/Linux, etc.) y puede exportarse a partir de una misma fuente a numerosos formatos tales como Postscript, PDF, SGML, HTML, RTF, etc. Existen distribuciones e IDEs de LaTeX para todos los sistemas operativos más extendidos, que incluyen todo lo necesario para trabajar. Hay, por ejemplo, programas para Windows como TeXnicCenter, para GNU/Linux como Kile, y para MacOS como TeXShop, todos bajo la Licencia GPL. Existen además los editores multiplataformas (para MacOS, Windows y Unix) Texmaker y TeXworks, también bajo licencia GPL.

## Nombre y pronunciación
El nombre LaTeX, al derivarse del nombre TeX, mantiene la misma regla para la pronunciación que Donald Knuth especifica en The TeXbook, es decir, que en castellano debe pronunciarse como látej /'laːtex/, pues la última letra no es la x (equis) sino la letra griega χ (ji), pronunciada /x/. No obstante, la pronunciación viene dada por el uso, tal como explica Leslie Lamport en su libro, por lo que suele ser /'lateks/ otra manera habitual de nombrarlo en español. 
Lamport dijo respecto a la pronunciación en inglés lo siguiente: 

Uno de los problemas más grandes de LaTeX es decidir cómo pronunciarlo. Esta es una de las pocas cosas que no voy a decir acerca de LaTeX, dado que la pronunciación es determinada por el uso, no por las reglas. TeX es usualmente pronunciado teck, haciendo de lah-teck y lay-teck las elecciones más lógicas; pero el lenguaje no siempre es lógico, por ello Lay-tecks también es posible.

## La palabra LaTeX en código

### Código wiki
El código "
''L<sup>A</sup>T<sub>E</sub>X''" genera
'LATEX'
El código "L<sup>A</sup>T<sub>E</sub>X" genera LATEX
El código "<math>L^AT_EX</math>" genera:
{\displaystyle L^{A}T_{E}X}

### Código LaTeX
El código "\LaTeX{}" genera el logo. Cuando no puede reproducirse adecuadamente, por ejemplo al escribir en texto llano, se suelen escribir las consonantes en mayúsculas («LaTeX») para evitar la confusión con la palabra «látex».

## Ejemplos

### Un documento en LaTeX
| código |
| --- |
| \documentclass[12pt]{article} \usepackage[spanish]{babel} \usepackage{amsmath} \title{\LaTeX} \date{} % Este es un comentario, no será mostrado en el documento final. \begin{document} \maketitle \LaTeX{} es un programa para preparar documentos con el sistema de tipograf\'ias\footnote{%nota al pie de página Seg\'un Wikipedia, la tipograf\'ia es el arte y t\'ecnica del manejo y selecci\'on de tipos, originalmente de plomo, para crear trabajos de impresi\'on } %fin nota al pie de página \TeX{}. \LaTeX{} fue desarrollado originalmente por Leslie Lamport en 1984 y se convirti\'o en el m\'etodo dominante para la manipulaci\'on de \TeX. La versi\'on utilizada para generar este documento es \LaTeXe. \newline % El siguiente código muestra la calidad de la tipografía de LaTeX \begin{align} E &= mc^2 \\ m &= \frac{m_0}{\sqrt{1-\frac{v^2}{c^2}}} \end{align} \end{document} |

| resultado |
| --------- |
|           |

## Lenguaje
| código | símbolo |  | código | símbolo |  | código | símbolo |  | código | símbolo |  | código | símbolo |  |
| ------ | ------- |  | ------ | ------- |  | ------ | ------- |  | ------ | ------- |  | ------ | ------- |  |
| \'a    | á       |  | \'e    | é       |  | \'{\i} | í       |  | \'o    | ó       |  | \'u    | ú       |  |
| \'A    | Á       |  | \'E    | É       |  | \'{\I} | ب       |  | \'O    | Ó       |  | \'U    | Ú       |  |
| \"u    | ü       |  | \"U    | Ü       |  | \~n    | ñ       |  | \~N    | Ñ       |  | \c c   | ç       |  |
| \c C   | Ç       |  | !`     | ¡       |  | ?`     | ¿       |  |        |         |  |        |         |  |
| \AA    | Å       |  | \^a    | â       |  | \`a    | à       |  | \=a    | ā       |  | \"a    | ä       |  |
| \~a    | ã       |  | \ae    | æ       |  | \oe    | œ       |  | \o     | ø       |  |        | ð       |  |

La forma más práctica (LaTeX/Internationalization) de escribir tildes y otros símbolos que no aparecen en el alfabeto inglés es, obviamente, escribiéndolos directamente del teclado. Así, en vez de escribir
```
\'
a

```

se prefiere escribir
```
á

```

Para eso hay que tener en cuenta el sistema de codificación del programa que se está usando. Por ejemplo, si se usa un editor como TeXmaker 1.9.9, se puede elegir la codificación en
Options → Configure Texmaker → Editor → Editor Font Encoding.
En el preámbulo del documento LaTeX se debe escribir una línea que establece el sistema usado, por ejemplo
```
\usepackage
[utf8]
{
inputenc
}

```

si se usa la codificación UTF-8 o
```
\usepackage
[latin1]
{
inputenc
}

```

si se usa la codificación ISO 8859-1. Entonces, el ejemplo anterior sería simplemente
| código |
| --- |
| \documentclass[12pt]{article} \usepackage[spanish]{babel} \usepackage{amsmath} \usepackage[latin1]{inputenc} \title{\LaTeX} \date{} % Este es un comentario, no será mostrado en el documento final. \begin{document} \maketitle \LaTeX{} es un programa para preparar documentos con el sistema de tipografías\footnote{ %nota al pie de página Según Wikipedia, la tipografía es el arte y técnica del manejo y selección de tipos, originalmente de plomo, para crear trabajos de impresión } %fin nota al pie de página \TeX{}. \LaTeX{} fue desarrollado originalmente por Leslie Lamport en 1984 y se convirtió en el método dominante para la manipulación de \TeX. La versión utilizada para generar este documento es \LaTeXe. \newline % El siguiente código muestra la calidad de la tipografía de LaTeX \begin{align} E &= mc^2 \\ m &= \frac{m_0}{\sqrt{1-\frac{v^2}{c^2}}} \end{align} \end{document} |

### Alfabeto griego
| \Alpha   | {\displaystyle \mathrm {A} \,} |  | \Beta  | {\displaystyle \mathrm {B} \,} |  | \Gamma   | {\displaystyle \Gamma \,}      |  | \Delta   | {\displaystyle \Delta \,}      |  |  |  |
| \Epsilon | {\displaystyle \mathrm {E} \,} |  | \Zeta  | {\displaystyle \mathrm {Z} \,} |  | \Eta     | {\displaystyle \mathrm {H} \,} |  | \Theta   | {\displaystyle \Theta \,}      |  |  |  |
| \Iota    | {\displaystyle \mathrm {I} \,} |  | \Kappa | {\displaystyle \mathrm {K} \,} |  | \Lambda  | {\displaystyle \Lambda \,}     |  | \Mu      | {\displaystyle \mathrm {M} \,} |  |  |  |
| \Nu      | {\displaystyle \mathrm {N} \,} |  | \Xi    | {\displaystyle \Xi \,}         |  | \Omicron | {\displaystyle \mathrm {O} \,} |  | \Pi      | {\displaystyle \Pi \,}         |  |  |  |
| \Rho     | {\displaystyle \mathrm {P} \,} |  | \Sigma | {\displaystyle \Sigma \,}      |  | \Tau     | {\displaystyle \mathrm {T} \,} |  | \Upsilon | {\displaystyle \Upsilon \,}    |  |  |  |
| \Phi     | {\displaystyle \Phi \,}        |  | \Chi   | {\displaystyle \mathrm {X} \,} |  | \Psi     | {\displaystyle \Psi \,}        |  | \Omega   | {\displaystyle \Omega \,}      |  |  |  |
|          |                                |  |        |                                |  |          |                                |  |          |                                |  |  |  |
| \alpha   | {\displaystyle \alpha \,}      |  | \beta  | {\displaystyle \beta \,}       |  | \gamma   | {\displaystyle \gamma \,}      |  | \delta   | {\displaystyle \delta \,}      |  |  |  |
| \epsilon | {\displaystyle \epsilon \,}    |  | \zeta  | {\displaystyle \zeta \,}       |  | \eta     | {\displaystyle \eta \,}        |  | \theta   | {\displaystyle \theta \,}      |  |  |  |
| \iota    | {\displaystyle \iota \,}       |  | \kappa | {\displaystyle \kappa \,}      |  | \lambda  | {\displaystyle \lambda \,}     |  | \mu      | {\displaystyle \mu \,}         |  |  |  |
| \nu      | {\displaystyle \nu \,}         |  | \xi    | {\displaystyle \xi \,}         |  | \omicron | {\displaystyle \mathrm {o} \,} |  | \pi      | {\displaystyle \pi \,}         |  |  |  |
| \rho     | {\displaystyle \rho \,}        |  | \sigma | {\displaystyle \sigma \,}      |  | \tau     | {\displaystyle \tau \,}        |  | \upsilon | {\displaystyle \upsilon \,}    |  |  |  |
| \phi     | {\displaystyle \phi \,}        |  | \chi   | {\displaystyle \chi \,}        |  | \psi     | {\displaystyle \psi \,}        |  | \omega   | {\displaystyle \omega \,}      |  |  |  |

### Símbolos matemáticos
| código     | símbolo                     |  | código      | símbolo                       |  | código       | símbolo                         |  | código            | símbolo                            |  |
| ---------- | --------------------------- |  | ----------- | ----------------------------- |  | ------------ | ------------------------------- |  | ----------------- | ---------------------------------- |  |
| \digamma   | {\displaystyle \digamma }   |  | \varepsilon | {\displaystyle \varepsilon }  |  | \varkappa    | {\displaystyle \varkappa }      |  | \varphi           | {\displaystyle \varphi \,}         |  |
| \varpi     | {\displaystyle \varpi }     |  | \varrho     | {\displaystyle \varrho }      |  | \varsigma    | {\displaystyle \varsigma }      |  | \vartheta         | {\displaystyle \vartheta }         |  |
| \aleph     | {\displaystyle \aleph }     |  | \beth       | {\displaystyle \beth }        |  | \daleth      | {\displaystyle \daleth }        |  | \complement       | {\displaystyle \complement }       |  |
| \ell       | {\displaystyle \ell }       |  | \eth        | {\displaystyle \eth }         |  | \hslash      | {\displaystyle \hslash }        |  | \mho              | {\displaystyle \mho }              |  |
| \partial   | {\displaystyle \partial }   |  | \wp         | {\displaystyle \wp }          |  | \infty       | {\displaystyle \infty }         |  | \angle            | {\displaystyle \angle }            |  |
| \Finv      | {\displaystyle \Finv }      |  | \Game       | {\displaystyle \Game }        |  | \Im          | {\displaystyle \Im }            |  | \Re               | {\displaystyle \Re }               |  |
| \exists    | {\displaystyle \exists }    |  | \forall     | {\displaystyle \forall }      |  | \in          | {\displaystyle \in }            |  | \ni               | {\displaystyle \ni }               |  |
| \approx    | {\displaystyle \approx }    |  | \neq        | {\displaystyle \neq }         |  | \leq         | {\displaystyle \leq }           |  | \geq              | {\displaystyle \geq }              |  |
| \leftarrow | {\displaystyle \leftarrow } |  | \rightarrow | {\displaystyle \rightarrow }  |  | \langle      | {\displaystyle \langle }        |  | \rangle           | {\displaystyle \rangle }           |  |
| \nabla     | {\displaystyle \nabla }     |  | \mathbb{AB} | {\displaystyle \mathbb {AB} } |  | \mathcal{AB} | {\displaystyle {\mathcal {AB}}} |  | \mathbf{AB}       | {\displaystyle \mathbf {AB} }      |  |
| \times     | {\displaystyle \times }     |  | \emptyset   | {\displaystyle \emptyset }    |  | \Rightarrow  | {\displaystyle \Rightarrow }    |  | \hookrightarrow{} | {\displaystyle \hookrightarrow {}} |  |
| \cong      | {\displaystyle \cong }      |  | \{          | {\displaystyle \{}            |  | \}           | {\displaystyle \}}              |  | \subset           | {\displaystyle \subset }           |  |
| \prod      | {\displaystyle \prod }      |  | \coprod     | {\displaystyle \coprod }      |  | \bigcup      | {\displaystyle \bigcup }        |  | \bigcap           | {\displaystyle \bigcap }           |  |

### Expresiones matemáticas
| código | resultado |  |
| --- | --- |  |
| \begin{array}{\|c\|}\hline 0=a_{11} + a_{12}\\ \hline \end{array} | {\displaystyle {\begin{array}{\|c\|}\hline 0=a_{11}+a_{12}\\\hline \end{array}}}{\displaystyle \,} |  |
| x^{a+b}=x^ax^b | {\displaystyle x^{a+b}=x^{a}x^{b}\,} |  |
| x_i=\sqrt[n]{\frac{a_i}{b_i}} | {\displaystyle x_{i}={\sqrt[{n}]{\frac {a_{i}}{b_{i}}}}} |  |
| \begin{pmatrix}\alpha & \cdots & \beta^{*}\\ \vdots & \ddots & \vdots \\ \gamma^{*} & \cdots & \delta \end{pmatrix}                                                       | {\displaystyle {\begin{pmatrix}\alpha &\cdots &\beta ^{*}\\\vdots &\ddots &\vdots \\\gamma ^{*}&\cdots &\delta \end{pmatrix}}}                                                                                                 |  |
| \int_{\vert x-x_0 \vert < X_0}\Phi(x) | {\displaystyle \int _{\vert x-x_{0}\vert <X_{0}}\Phi (x)} |  |
| \int\limits_{\vert x-x_0 \vert < X_0}\Phi(x) | {\displaystyle \int \limits _{\vert x-x_{0}\vert <X_{0}}\Phi (x)} |  |
| \oint F(x)dx | {\displaystyle \oint F(x)\mathrm {d} x} |  |
| \iint \Phi(x, y)dxdy | {\displaystyle \iint \Phi (x,y)dxdy} |  |
| \sum_{0\le i\le m\\0<j<n}P(i, j) | {\displaystyle \sum _{0\leq i\leq m,0<j<n}P(i,j)} |  |
| \lim_{n \rightarrow \infty} \frac {n \cdot l}{2 \cdot r} = \pi | {\displaystyle \lim _{n\rightarrow \infty }{\frac {n\cdot l}{2\cdot r}}=\pi } |  |
| {n \choose r} = \frac{n!}{r! (n - r)!} | {\displaystyle {n \choose r}={\frac {n!}{r!(n-r)!}}} |  |
| x'+x'' = \dot x + \ddot x | {\displaystyle x'+x''={\dot {x}}+{\ddot {x}}} |  |
| \vec{\mathbf{v}} = a\hat x + b\hat y | {\displaystyle {\vec {\mathbf {v} }}=a{\hat {x}}+b{\hat {y}}} |  |
| \overline{AB} \subset \bar{C} | {\displaystyle {\overline {AB}}\subset {\bar {C}}} |  |
| \begin{matrix}A\xrightarrow{\;\;\;f\;\;\;}B\\ \pi\downarrow{\;\;\;\;\;}\;\;\;\uparrow{} \phi\\ C\xrightarrow{\;\;\;g\;\;\;}D\end{matrix}                                  | {\displaystyle {\begin{matrix}A{\xrightarrow {\;\;\;f\;\;\;}}B\\\pi \downarrow {\;\;\;\;\;}\;\;\;\uparrow {}\phi \\C{\xrightarrow {\;\;\;g\;\;\;}}D\end{matrix}}}                                                              |  |
| f(x)=\begin{cases} 0 & \text{ si } x>0 \\ x^2 & \text{ si no } \end{cases}                                                                                                | {\displaystyle f(x)={\begin{cases}0&{\text{ si }}x>0\\x^{2}&{\text{ si no }}\end{cases}}} |  |
| \big( \Big( \bigg( \Bigg( \quad \big\} \Big\} \bigg\} \Bigg\} \quad \big\\| \Big\\| \bigg\\| \Bigg\\| \quad \big\Downarrow \Big\Downarrow \bigg\Downarrow \Bigg\Downarrow | {\displaystyle {\big (}{\Big (}{\bigg (}{\Bigg (}\quad {\big \}}{\Big \}}{\bigg \}}{\Bigg \}}\quad {\big \\|}{\Big \\|}{\bigg \\|}{\Bigg \\|}\quad {\big \Downarrow }{\Big \Downarrow }{\bigg \Downarrow }{\Bigg \Downarrow }} |  |
| <math>\tfrac{ \cfrac{1}{2} \dfrac{3}{4} \frac{3}{4} \tfrac{7}{8} }{2}</math>                                                                                              | {\displaystyle {\tfrac {{\cfrac {1}{2}}{\dfrac {3}{4}}{\frac {3}{4}}{\tfrac {7}{8}}}{2}}} |  |
| <math>{}^{14}_{\;7}\text{N}</math> | {\displaystyle {}_{\;7}^{14}{\text{N}}} |  |

## LaTeX y las revistas científicas
En la publicación de artículos científicos (coloquialmente nombrados en español como papers), se usa por costumbre y compatibilidad el envío de los artículos al editor en formato .rtf, .doc, .docx y .odt, utilizando frecuentemente el programa MS Word como el de referencia. Esto genera una situación que ha intentado forzar a muchos usuarios a actualizar las licencias de MS Office para acceder a la última versión y poder publicar un manuscrito siendo compatible con los requerimientos de la editorial.[cita requerida]
Afortunadamente algunas editoriales, como Elsevier, han optado por usar LaTeX y ha facilitado un documento base LaTeX —elsarticle.tex—, lo que permite que el trabajo de los autores retorne a su función de redactar y no de formatear textos.[cita requerida]
Una lista de ejemplo de revistas que actualmente permiten la recepción de documentos para su publicación en LaTeX son:
- Aquatic Toxicology (Elsevier)
- Biomass & Bioenergy (Elsevier)
- Biology Letters (The Royal Society)
- Bioresource Technology (Elsevier)
- Ecology (ESA)
- Ecological Applications (ESA)
- Environmental Modelling & Software (Elsevier)
- Environmental Research (Elsevier)
- Environmental Science & Policy (Elsevier)
- European Journal of Soil Science (Wiley)
- Heliyon (Elsevier)
- Interface Focus (The Royal Society)
- Journal of the American Chemical Society (ACS)
- Journal of Environmental Radioactivity (Elsevier)
- Journal of Oncological Science (Elsevier)
- Journal of Statistical Software
- Marine Pollution Bulletin (Elsevier)
- Materials Science and Engineering (Elsevier)
- Pattern Recognition (Elsevier)
- Philosophical Transactions A (The Royal Society)
- Philosophical Transactions B (The Royal Society)
- PLOS One (Plos.org)
- Proceedings B
- River Research and Applications (Wiley)
- Royal Society Open Science (The Royal Society)
- Science (AAAS)
- Revista Brasileira de Economía (SCIELO)